# Eostaffelloides
Eostaffelloides es un género de foraminífero bentónico de la subfamilia Ozawainellinae, de la familia Ozawainellidae, de la superfamilia Fusulinoidea, del suborden Fusulinina y del orden Fusulinida. Su especie tipo es Eostaffelloides orientalis. Su rango cronoestratigráfico abarca el Lopingiense (Pérmico superior).

## Discusión
Clasificaciones más recientes incluyen Eostaffelloides en la superfamilia Ozawainelloidea, y en la subclase Fusulinana de la clase Fusulinata.

## Clasificación
Eostaffelloides incluye a la siguiente especie:
- Eostaffelloides orientalis